# Ponana ornatata
Ponana ornatata är en insektsart som beskrevs av Delong och Hermann Julius Kolbe 1974. Ponana ornatata ingår i släktet Ponana och familjen dvärgstritar. Inga underarter finns listade i Catalogue of Life.